# Kostel svatého Jana Nepomuckého (Karlovec)
Kostel svatého Jana Nepomuckého v Karlovci se nachází v okrese Bruntál. Kostel s farou je v soukromých rukou. Kostel byl zapsán do státního seznamu kulturních památek před rokem 1988.

## Historie
Kostel se nachází na břehu Slezské Harty v zaniklé obci Karlovec v okrese Bruntál. Kostel, původně zasvěcený sv. Isidoru, byl postaven roku 1727. Opravován byl v roce 1843. U kostela se nachází fara z roku 1727. Napuštěním přehrady Slezská Harta zmizela obec Karlovec a zbyl jen kostel, k němuž vedlo kryté dřevěné barokní schodiště, jehož fragment se dochoval u kostela.

## Architektura
Kostel sv. Jana Nepomuckého je barokní jednolodní zděná stavba sálového typu, uzavřená na východní straně polygonálně. Se sakristií, která se přimyká k východnímu průčelí. Střecha sedlová se sanktusníkem. Západní průčelí s mělkým rizalitem a výrazně zaoblenými nárožími vrcholí štítem (členěný pilastry) s půlkruhovým tympanonem. V přízemí kamenný portál s ušima. V hladké fasádě jsou prolomena termální okna, stěny členěny opěrnými pilíři.

## Interiér
Interiér členěný lizénovými rámy. Strop lodi valený s výsečemi, závěry zalamovanou konchou. Pod kruchtou je křížová klenba opírající se o dva hranolové pilíře. Na kruchtu vede točité schodiště. Sakristie zaklenuta křížovou klenbou. Interiér kostela je bez vybavení.